# Abdem Ramon Lancini
Abdem Ramon Lancini-Villalaz (* 28. August 1934 in Caracas; † 10. November 2007 ebenda), auch als Abdem R. Lancini zitiert, war ein venezolanischer Herpetologe, der auf Schlangen spezialisiert war.

## Leben
Lancini absolvierte seine Schulzeit in Caracas. Im Alter von 17 Jahren schloss er sich einer Gruppe von Studenten an, die für Demokratie und Menschenrechte gegen die Junta demonstrierten, die 1948 durch einen von der Armee angeführten Staatsstreich an die Macht gekommen war. Er wurde verhaftet und in ein geheimes Konzentrationslager auf der Insel Guasina im Delta des Orinoco gebracht, wo er sieben Jahre als politischer Gefangener verbrachte. Während dieser Zeit entdeckte er sein Interesse an Reptilien und sammelte verschiedene Exemplare, während er umfangreiche Notizen und Zeichnungen in einem Notizbuch anfertigte. Mit dem Regierungswechsel im Januar 1958, der zu den ersten freien Wahlen führte, wurde er aus Guasina entlassen und kehrte nach Caracas zurück. Dort trat er bald in die zoologische Abteilung des Museo de Ciencias Naturales (MCN) ein. Noch im selben Jahr ging er an das Schlangenlabor des Instituto Butantan in São Paulo, Brasilien, wo er bei den beiden Ophiologen Alphonse Richard Hoge und Hélio E. Belluomini eine Ausbildung erhielt. Es folgten Kurse in physischer Geographie, Phytogeographie und Klimatologie am Instituto Brasileiro de Geografia e Estatistica (1959) und Studien über Spinnentiere und Schlangen am Museu Nacional (1960), beide in Rio de Janeiro. Lancini wurde 1962 Kurator für Herpetologie am MCN, als Nachfolger von Agustin Fernandez-Yépez, einem Ichthyologen am Museum, und Janis A. Roze, einem lettischen Einwanderer und Professor an der Universidad Central de Venezuela, der die Sammlung informell kuratiert hatte.
Lancini wurde 1962 auch Direktor des MCN, ein Amt, das er 29 Jahre lang bis zu seiner Pensionierung im Jahr 1991 innehatte. Ab 1966 war er auch Professor am Instituto de Zoologia Tropical der Universidad Central de Venezuela. Lancini starb am 10. November 2007 in Caracas. Er verfasste fast 40 Arbeiten über Reptilien und Amphibien (zwischen 1959 und 1986) und drei Bücher. Die meisten seiner Titel widmeten sich der Taxonomie und Verbreitung und enthielten Übersichten über Sammlungen in allen Teilen des Landes. Er benannte acht neue Reptilienarten, alle bis auf eine aus Venezuela. Darunter befanden sich fünf Eidechsen – drei Zwergtejuarten aus den Gattungen Anadia und Euspondylus (heute Cercosaura), die Geckoart Phyllodactylus dixoni und die Blindschlangenart Amphisbaena rozei. Seine neuen Schlangen waren zwei Nattern (Gattungen Atractus und Helicops) und die peruanische Korallenschlange Micrurus putumayensis. Seine einzige Abhandlung über Amphibien betraf die aquatische Schleichenlurchart Chthonerpeton haydee (jetzt Typhlonectes natans). Eine große Sammlung dieser Art ermöglichte ihm eine Beschreibung von Variationen und Ökologie.
Lancinis bedeutendster Beitrag zur Herpetologie war sein farbig bebilderter Band über Schlangen mit dem Titel Serpientes de Venezuela (1979). Das Buch behandelt 130 Arten in sieben Familien. Eine zweite, nicht revidierte Auflage erschien 1986. Die deutsche Ausgabe Die Schlangen von Venezuela wurde 1989 herausgegeben, die jedoch keine reine Übersetzung ist. Paul M. Kornacker vom Bundesamt für Naturschutz in Bonn überarbeitete das Buch (mit 14 weiteren Arten und einer neuen Familie für Venezuela) und fügte Verbreitungskarten, eine Bibliografie und einen neuen Text (mit seinen Initialen versehen) hinzu. Die deutsche Ausgabe enthält 65 Zeichnungen von Schlangenköpfen von Ursula Euler, ebenfalls aus Bonn.
Neben der Herpetologie galt Lancinis besonderes Interesse Alexander von Humboldt, dem preußischen Naturforscher, der mit seinem Kollegen, dem französischen Botaniker Aimé Bonpland, von Juli 1799 bis November 1800 Venezuela bereiste. Lancini begab sich erneut auf die historische Route Humboldts, um die damals getätigten Beobachtungen zu bestätigen. Als Ergebnis dieser Expedition schrieb Lancini mehr als ein Dutzend Abhandlungen über Alexander von Humboldt, die in der herpetologischen Fachwelt weitgehend unbekannt sind. 2009 wurde posthum sein Buch über Humboldt in Venezuela mit dem Titel Alejandro de Humboldt El Viajero del Orinoco veröffentlicht.

## Dedikationsnamen
Nach Lancini sind die Froschart Pristimantis lancinii sowie die Natternart Atractus lancinii benannt.